# Bartol Franjić
Bartol Franjić (Zagreb, 14 de enero de 2000) es un futbolista croata que juega en la demarcación de centrocampista para el Venezia F. C. de la Serie B.

## Trayectoria
Tras empezar a formarse desde los ocho años en la disciplina del G. N. K. Dinamo Zagreb, en 2018 subió al segundo equipo, jugando en la Segunda Liga de Croacia un total de 35 partidos y anotando cuatro goles. En 2020 subió al primer equipo, haciendo su debut el 17 de junio de 2020 en un partido de la Primera Liga de Croacia contra el NK Slaven Belupo Koprivnica, encuentro que finalizó con un resultado de 3-2 a favor del conjunto agramita.
De cara a la temporada 2022-23 se marchó a Alemania después de ser traspasado al VfL Wolfsburgo para jugar allí los siguientes cinco años. En el primero de ellos solo pudo jugar seis partidos debido a que sufrió varias lesiones. Para que tuviera más minutos, en agosto de 2023 fue cedido al SV Darmstadt 98. Esa temporada disputó 20 encuentros y la siguiente fue prestado al F. K. Shajtar Donetsk. Esta cesión se canceló en enero, tras haber marcado un gol en ocho partidos, y regresó a Zagreb para completar la campaña. La siguiente acumuló una nueva cesión en el Venezia F. C.

## Clubes
| Club                            | País     | Año       | Partidos | Goles |
| ------------------------------- | -------- | --------- | -------- | ----- |
| G. N. K. Dinamo Zagreb II       | Croacia  | 2018-2020 | 35       | 4     |
| G. N. K. Dinamo Zagreb          | Croacia  | 2020-2022 | 78       | 1     |
| VfL Wolfsburgo                  | Alemania | 2022-2023 | 6        | 0     |
| SV Darmstadt 98 (cedido)        | Alemania | 2023-2024 | 20       | 0     |
| F. K. Shajtar Donetsk (cedido)  | Ucrania  | 2024-2025 | 8        | 1     |
| G. N. K. Dinamo Zagreb (cedido) | Croacia  | 2025      | 16       | 0     |
| Venezia F. C. (cedido)          | Italia   | 2025-     |          |       |

## Palmarés

### Títulos nacionales
| Título                  | Club                   | País    | Año  |
| ----------------------- | ---------------------- | ------- | ---- |
| Primera Liga de Croacia | G. N. K. Dinamo Zagreb | Croacia | 2021 |
| Copa de Croacia         | G. N. K. Dinamo Zagreb | Croacia | 2021 |
| Primera Liga de Croacia | G. N. K. Dinamo Zagreb | Croacia | 2022 |